# Stridsplanet Galactica
Stridsplanet Galactica (engelska: Battlestar Galactica)  är den svenska titeln på en amerikansk science fiction-serie från 1978 med Lorne Greene, Richard Hatch och Dirk Benedict i huvudrollerna. Den skapades av Glen A. Larson. En nyinspelning av serien påbörjades 2003 i form av en miniserie på två delar som visades på Sci-Fi Channel. Vid sidan om TV-serierna och filmer kom andra medier som böcker, tecknade serier och spel att använda namnet 
Battlestar Galactica.

## Tecknade serien
Marvel Comics hade redan gjort serieversionen av "Star Wars" och såg till att snappa upp licensen för även "Battlestar Galactica". Mellan 1979 och 1981 gjorde man 23 nummer innan serietidningen lades ner på grund av dålig försäljning. De första numren var adaptioner av TV-avsnitt, men efter det var serietidningshistorierna fristående.
Maximum Press, ett av de förlag som Rob Liefeld startade när han sparkades från Image Comics, gav 1995–97 ut några fristående miniserier med handlingen satt till 20 år efter det sista originalteveavsnittet.
1997 gick rättigheterna över till Realm Press, som under tre år gav ut några engångspublikationer och miniserier. Hösten 2000 bar det sig dock inte längre ekonomiskt.
Dynamic Forces gav ut sin serietidningsversion av den nya TV-serien från maj 2006 och framåt (från början aviserad till hösten 2005).

### Fotnoter
1. ↑  Mikael Schlman (16 november 2014). ”Magnums och Knight Riders skapare Glen Larson död”. Yle. http://svenska.yle.fi/artikel/2014/11/16/magnums-och-knight-riders-skapare-glen-larson-dod. Läst 12 juni 2016.